# Az-Záhir Csakmak egyiptomi szultán
Az-Záhir Csakmak, azaz Szajf ad-Dín Abu sz-Szaíd Csakmak al-Alái az-Záhiri, eredeti írásmód alapján Dzsakmak (1372 – Egyiptom, Kairó, 1453. február 13.) az egyiptomi cserkesz (elterjedt, de pontatlan elnevezéssel burdzsi) mamlúkok tizenegyedik szultánja volt (uralkodott 1438. szeptember 9-étől haláláig). Teljes titulusa al-Malik az-Záhir, melynek jelentése „a fényességes király”.

## Útja a trónig
Az első cserkesz származású mamlúk szultán, az-Záhir Barkúk (1382–1399) vásárolta meg egy Alá ad-Dín nevű kereskedőtől, innen nevében az az-Záhiri és az al-Alái tag. (Egyébként ugyanettől a kereskedőtől került Barkúkhoz Ínál, aki később szintén szultán lett.) Karrierje magasra ívelt: al-Asraf Barszbáj (1422–1438) idején főkamarás, főlovászmester, végül atabég (főparancsnok) lett. Az 1438 júniusában elhunyt szultán néhány héttel halála előtt tizennégy esztendős fiát, Júszufot jelölte ki örököséül a kalifa, a négy vallásjogi iskolát (madzhab) vezető főbírók és az előkelőségek jelenlétében. A régensi feladatot Csakmak látta el, aki a mamlúkfrakciók rivalizálását kihasználva letette és előbb a kairói fellegvárban, majd Alexandriában helyezte őrizetbe Júszufot, átvéve a hatalmat.

## Uralkodása

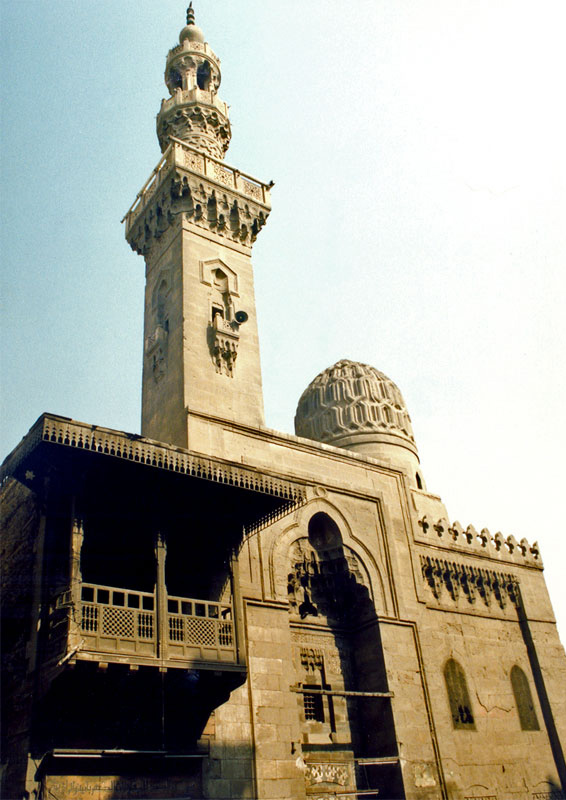
Tagri Bardi davádár mecsete (1440 k.)

Csakmak ellen rövidesen lázadás kezdődött Júszuf nevében az aleppói és damaszkuszi helytartók részvételével, ám ezt 1439-re sikerült levernie. Hatalmát így megszilárdítva már hadjáratokra is vállalkozott: a Ciprust alávető Barszbáj nyomdokain haladva, a keresztények kalózkodásra hivatkozva három alkalommal indított expedíciót a johanniták kezén lévő Rodosz ellen (1440, 1443, 1444). Az első hadjárat eredménytelenül végződött: a johannitákkal vívott döntetlen csatát követően a flotta hazatért. A szultán erre flottaépítésbe kezdett Kairóban, Bejrútban és Tripoliban, ám a megerősített hajóhadat egy kis sziget kifosztása után ismét visszatérésre kényszerítette a vihar. A végső expedíció 1444 augusztusában elérte Rodoszt, ám a vár ostromába kezdő mamlúkokat visszaverték a lovagok. Csakmak ezután nem próbálkozott meg a sziget megszerzésével. 
Az anatóliai muszlim államokhoz hasonlóan legnagyobb közel-keleti riválisával, a timurida Sáh Ruhhal – elődjével ellentétben – békés viszonyra törekedett: még abba is beleegyezett, hogy régi vágyát beteljesítve ő küldhesse Mekkába a zarándoklat során a Kábát fedő díszes szövetet, a kiszvát. A szultán ezen döntése több előkelőségből felháborodást váltott ki, és az általuk feltüzelt tömeg az örömhírrel hazatérő követeket megtámadta és kirabolta Kairóban.
Nem ez volt azonban az egyetlen jele a hajdan uruk iránt feltétlen hűséget tanúsító mamlúkok engedetlenségének, mely a birodalom hátralevő története során csak fokozódott. 1450-ben például egy általuk nem kedvelt pénzügyi tisztviselő házát kifosztották, és zaklatták az előkelőségeket. Röviddel ezután kikövetelték az uralkodótól, hogy eltiltsa a jog- és vallástudósokat a lovon járástól, amit a mamlúkok privilégiumának tartottak fenn – hirtelen drasztikusan felverve az öszvérek árát. A mamlúkok megbízhatatlanságára való tekintettel a szultán eltiltotta a zaklatásaiknak kitett nőket a nyilvános ünnepségeken való részvételtől. Mindez azonban nem érintette Csakmak népszerűségét: a szultán rendkívül kegyes és mértékletes életvitelével vívta ki alattvalói tiszteletét.
1453 februárjának elején, halála közeledtét érezve a nyolcvan évesnél is idősebb Csakmak február elején lemondott, hogy átadja a hatalmat tizennyolc éves fiának, al-Manszúr Uszmánnak. Uszmánt azonban alig két hónap múltán megbuktatta Csakmak hajdani harcostársa, az általa atabéggé kinevezett, agg Ínál, aki így Barkúk utolsóként szultánná váló mamlúkja lett.